# Zimbabwe op de Olympische Zomerspelen 2016
Zimbabwe nam deel aan de Olympische Zomerspelen 2016 in Rio de Janeiro, Brazilië. Ruim dertig Zimbabwaanse sporters deden mee, iets meer dan in 2012. De ploeg was voor een groot deel gevuld met de equipe van de voetbalsters, die meededen aan het voetbaltoernooi. Zwemster Kirsty Coventry droeg de Zimbabwaanse vlag tijdens de openings- en sluitingsceremonie. Voor Coventry, de succesvolste Afrikaanse olympiër tot in 2016, waren het de laatste Spelen. Ze behaalde in 2016 haar beste resultaat op de 200 meter rugslag, een zesde plaats in de finale.
In 2016 maakte Zimbabwe haar olympisch debuut in de paardensport.

## Deelnemers en resultaten
(m) = mannen, (v) = vrouwen 

### Atletiek
| Olympiër          | Discipline   | Resultaat   | Prestatie               |
| ----------------- | ------------ | ----------- | ----------------------- |
| Gabriel Mvumvure  | 100 m (m)    | kwartfinale | kwartfinale: 10.28 (7e) |
| Tatenda Tsumba    | 200 m (m)    | series      | series: 21.04 (6e)      |
| Wirimai Juwawo    | marathon (m) | DNF         | DNF                     |
| Pardon Ndhlovu    | marathon (m) | 41e         | 2:17:48 (41e)           |
| Cuthbert Nyasango | marathon (m) | 58e         | 2:18:58 (58e)           |
|                   |              |             |                         |
| Rutendo Nyahora   | marathon (v) | 92e         | 2:47:32 (92e)           |

### Boogschieten
| Olympiër         | Discipline      | Resultaat    | Prestatie                                                                    |
| ---------------- | --------------- | ------------ | ---------------------------------------------------------------------------- |
| Gavin Sutherland | individueel (m) | eerste ronde | plaatsingsronde: 566 punten (64e) eerste ronde verloor van Kim Woo-jin (0–6) |

### Paardensport
| Olympiër       | Discipline             | Resultaat | Prestatie |
| -------------- | ---------------------- | --------- | --- |
| Camilla Kruger | eventing (individueel) | 35e       | dressuur: 59,40 strafpunten (61e) crosscountry: 40,40 strafpunten (32e) springconcours: 12 strafpunten (35e) totaal: 111,80 strafpunten (35e) |

### Roeien
| Olympiër            | Discipline | Resultaat | Prestatie                                                                                           |
| ------------------- | ---------- | --------- | --------------------------------------------------------------------------------------------------- |
| Andrew Peebles      | skiff (m)  | 25e       | series: 7:25.39 (5e) herkansing: 7:17.19 (3e) halve finale E/F: 7:45.20 (1e) E-finale: 7:43.98 (1e) |
|                     |            |           | |
| Micheen Thornycroft | skiff (v)  | 11e       | series: 8:18.88 (2e) kwartfinale: 7:34.38 (2e) halve finale: 8:00.53 (5e) B-finale: 7:30.57 (5e)    |

### Schietsport
| Olympiër       | Discipline     | Resultaat | Prestatie                       |
| -------------- | -------------- | --------- | ------------------------------- |
| Sean Nicholson | dubbeltrap (m) | 19e       | kwalificaties: 119 punten (19e) |

### Voetbal
| Olympiër | Discipline | Resultaat  | Prestatie |
| --- | ---------- | ---------- | --------- |
| Chido Dringirai Lynett Mutokuto Shiela Makoto Nobuhle Majika Emmalulate Msipa Talent Mandaza Rudo Neshamba A Rejoice Kapfumvuti Samkelisiwe Zulu Mavis Chirandu Daisy Kaitano Marjory Nyaumwe Erina Jeke Eunice Chibanda Rutendo Makore Lindiwe Magwede Kudakwashe Bhasopo Felistas Muzongondi | vrouwen    | groepsfase | vierde    |

| Groep F |           |             |             |             |             |            |            |            |        |
| #       | Land      | Wedstrijden | Wedstrijden | Wedstrijden | Wedstrijden | Doelpunten | Doelpunten | Doelpunten | Punten |
| #       | Land      | G           | W           | G           | V           | V          | T          | Saldo      | Punten |
| 1       | Canada    | 3           | 3           | 0           | 0           | 7          | 2          | +5         | 9      |
| 2       | Duitsland | 3           | 1           | 1           | 1           | 9          | 5          | +4         | 4      |
| 3       | Australië | 3           | 1           | 1           | 1           | 8          | 5          | +3         | 4      |
| 4       | Zimbabwe  | 3           | 0           | 0           | 3           | 3          | 15         | −12        | 0      |

| Ronde      | Datum | Lokale tijd | MEZT      | Plaats    | Land | Score     | Land |
| ---------- | ----- | ----------- | --------- | --------- | ---- | --------- | ---- |
| Groepsfase |       |             |           |           |      |           |      |
| 3 augustus | 18:00 | 23:00       | São Paulo | Zimbabwe  | 1−6  | Duitsland |      |
| 6 augustus | 15:00 | 20:00       | São Paulo | Canada    | 3–1  | Zimbabwe  |      |
| 9 augustus | 16:00 | 21:00       | Salvador  | Australië | 6−1  | Zimbabwe  |      |

### Zwemmen
| Olympiër          | Discipline           | Resultaat | Prestatie                                                            |
| ----------------- | -------------------- | --------- | -------------------------------------------------------------------- |
| Sean Gunn         | 100 m vrije slag (v) | 48e       | series: 50.87 (48e)                                                  |
|                   |                      |           |                                                                      |
| Kirsty Coventry V | 100 m rugslag (v)    | 11e       | series: 1:00.13 (11e) halve finale: 1:00.26 (11e)                    |
| Kirsty Coventry V | 200 m rugslag (v)    | 6e        | series: 2:08.91 (9e) halve finale: 2:08.83 (6e) finale: 2:08.80 (6e) |